# 8 novembre dans les chemins de fer
8 octobre 8 décembre
Chronologies thématiques
- Croisades
- Sports
- Disney

Cette page concerne les événements qui se sont déroulés un 8 novembre dans les chemins de fer.

## Événements

### XIXesiècle
- x

### XXesiècle
- 1922. France : ouverture de la première section de la ligne 9 du métro de Paris entre Exelmans et Trocadéro.

### XXIesiècle
- x

## Anniversaires

### Naissances
- x

### Décès
- x